# Ториса (річка)
То́риса (словац. Torysa) — річка в Пряшівському краї, східна Словаччина.
Довжина річки 129 км, середній стік 8,2 м/c³, площа водозбірного басейну 1349 км².
Протікає через Липани, Сабинів, Великий Шариш та Пряшів. Головна притока — Секчов.

## Галерея

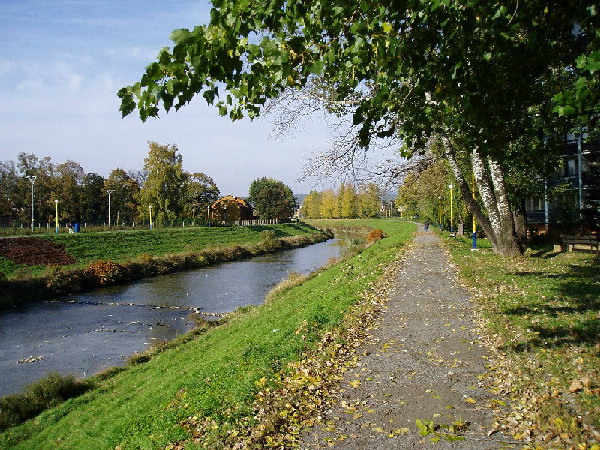
Ториса в Пряшеві